# Arquipélago do Golfo de Arguim
O Arquipélago do Golfo de Arguim é um conjunto de ilhas e ilhéus costeiros sito no Golfo de Arguim, Mauritânia, composto pelas seguintes ilhas e ilhéus:
- Grupo Sul (ilhas do Cabo Timiris):
  - Tidra, a ilha principal do grupo;
  - Kiji, pequena ilha a oeste de Tidra;
  - Touffat, um pequeno ilhéu a sudoeste de Tidra;
  - Chedddid; um ilhéu a sudoeste de Tidra;
  - Arel, um rochedo a noroeste de Tidra;
  - Niroumi, uma pequena ilha a norte de Tidra;
  - Nair, um pequeno ilhéu a sudoeste de Niroumi.
- Grupo Norte (ilhas do Cabo de Arguim):
  - Arguim, a principal ilha do arquipélago, ao qual dá o nome.